# 钙长石
钙长石是斜长石类矿物中的一种，属三斜晶系，其中铝硅酸钙（CaAl2Si2O8）的摩尔分数超过90%。

## 得名
1823年，德国矿物学家居斯塔夫·罗斯在意大利的索马火山首次发现了钙长石，并对其进行了描述和研究。由于钙长石是三斜晶系，所以罗斯在希腊语ὀρθός（正的，直角的）的前面加了否定前缀ἀν为它取名。

## 化学组成
长石是地球上最为常见的一类矿物，其化学组成为钠、钾、钙、钡等元素的铝硅酸盐，其中钠和钙的铝硅酸盐被称为斜长石。斜长石可以表示为是由铝硅酸钠（Na2Al2Si2O8）和铝硅酸钙（CaAl2Si2O8）这两种端元矿物按照不同比例组成的一系列固溶体，其中CaAl2Si2O8含量超过90%的就可以被称为钙长石。
| 斜长石分类      | 钠长石  | 奥长石  | 中长石  | 拉长石  | 培长石  | 钙长石  |
| CaAl2Si2O8含量  | 小于10% | 10%-30% | 30%-50% | 50%-70% | 70%-90% | 大于90% |
| Na2Al2Si2O8含量 | 大于90% | 70%-90% | 50%-70% | 30%-50% | 10%-30% | 小于10% |

## 存在形式
虽然斜长石是一种重要的造岩矿物，在地球上的岩石中很常见，但钙长石则很少出现在地表的岩石中，只存在于深层的矿石中，如火成岩和变质岩中的麻粒岩里。这是因为钙长石在长石中熔点是最高的一种（约1550度），在岩浆冷却时，钙长石首先结晶出来，而根据鲍氏反应系列，结晶温度越高的矿物在相对低温环境的地表就越不稳定，容易风化为其他的物质，所以钙长石会在碳酸的作用下风化成Al2Si2O5(OH)4,即高岭石。。
CaAl2Si2O8 + 2H2CO3 + H2O -> Al2Si2O5(OH)4 + Ca2+ + 2HCO3-
而组成月球表面的斜长岩中，90%以上的成分是斜长石。由于月球上钠的含量很少，所含的斜长石中绝大多数是钙长石，比如阿波罗15号带回的起源石样品，主要成分就是钙长石。对维尔特二号彗星的彗发进行分析之后，发现其中也有钙长石的成分。